# Gdy nie ma dzieci
Gdy nie ma dzieci – singel grupy Kult wydany 15 sierpnia 1998 roku.

## Lista utworów
1. „Nie ma dzieci (lp)”
2. „Nie ma dzieci (więcej gitary)”
3. „Nie ma dzieci (Chorwacja – Niemcy 3:0 rmx)”
4. „Nie ma dzieci (Techno – Mix)”
5. „Głupi Włodziu”
6. „Kto wie (Kris rmx)”
7. „Idź przodem (próba Banan)”

## Inne
- Wydany: 15 sierpnia 1998, SP MAX 06/98
- Nagrany: styczeń–marzec 1998 w Hard Studio, Warszawa
- Wytwórnia płytowa: S.P. Records
- Realizacja nagrań – Andrzej Rewak